# Никола Попгеоргиев (революционер)
Вижте пояснителната страница за други личности с името Никола Попгеоргиев.
Никола Попгеоргиев или Попов (изписване до 1945 година: Никола попъ Георгиевъ), известен като Мамин Кольо, е български революционер, деец на Вътрешната македоно-одринска революционна организация.

## Биография
Роден е в леринското село Долно Котори, тогава в Османската империя. Още в 1895 година влиза във ВМОРО. Преди Младотурската революция от 1908 година е войвода на чета в родното му Леринско.